# Villeneuve-sur-Allier
Villeneuve-sur-Allier település Franciaországban, Allier megyében. Lakosainak száma 1037 fő (2022. január 1.). Villeneuve-sur-Allier Aubigny, Aurouër, Bagneux, Montilly, Trévol, Toury-sur-Jour és Tresnay községekkel határos.

## Népesség
A település népessége az elmúlt években az alábbi módon változott:
| Lakosok száma | 877  | 969  | 971  | 952  | 1043 | 1064 | 1071 | 1073 | 1074 | 1037 |
|               | 1968 | 1982 | 1990 | 2006 | 2013 | 2015 | 2017 | 2019 | 2020 | 2022 |